# Schwarzach (Donau, Riedlingen)
Die Schwarzach ist ein 22 km langer rechter und ungefähr südlicher Zufluss der Donau bei Riedlingen im Landkreis Biberach im östlichen Baden-Württemberg.

## Geographie

### Verlauf
Die Schwarzach entfließt unter dem Namen Stadtbach einem Teich im Garten des Klosters Sießen in Bad Saulgau-Sießen. Dieser läuft zunächst mit noch vergleichsweise hohem Gefälle nordostwärts auf die Stadtmitte Saulgaus zu und nimmt dabei den am Zusammenfluss sogar etwas längeren Zeller Bach von rechts auf. In Saulgau kehrt sie sich zunächst nach Nordnordwesten und läuft dann in einem sehr langsam auf Nordnordostkurs drehenden Bogen, den sie erst nach über der Hälfte ihres Laufes in der Donauaue erreichen wird.
Unterhalb des geschlossenen Siedlungsgebietes von Saulgau wird sie ab der Wolfenmühle Schwarzach genannt. Sie läuft in einer recht flachen und weiten Mulde, vorbei an Herbertingen links auf den Hügeln vor dem Donautal und dem ihm zugehörigen Dorf Marbach am rechten Hang. Danach passiert sie am linken Rand der Aue die diese fast ausfüllenden Schwarzachtalseen, eine Gruppe von Baggerseen, in deren Bereich sie aus dem Landkreis Sigmaringen in den Landkreis Biberach wechselt.
Beim folgenden Ertingen rechts am Lauf hat sie den Rand der Donauebene erreicht. Wenig unterhalb wird sie donauparallel in einem fast schnurgeraden Graben geführt, unterm und mit Abstand vom Riedlinger Stadtteil Neufra am rechten Talhang. Sie durchquert danach den rechtsdanubischen Siedlungsteil von Riedlingen selbst. Wenig unterhalb mündet sie beim Vöhringer Hof der Stadt von rechts in die Donau.

### Zuflüsse
Zuflüsse über fünf Kilometer Länge der Schwarzach sind von rechts der Kronriedbach und der Ertinger Bach, von links der Nonnenbach und der Sodenbach, längster von allen ist mit 8,6 km der Nonnenbach.
Die Zuflüsse im Einzelnen:
Ursprung der Schwarzach ist der zunächst Stadtbach genannte Ausfluss eines Teichs im Garten des Klosters Sießen in Bad Saulgau-Sießen.
- Zeller Graben, von rechts am westlichen Stadtrand von Saulgau auf etwa 588 m ü. NN, 2,1 km. Entfließt etwa 1,1 km südsüdöstlich des Klosters auf 626,3 m ü. NN dem 1,2 ha großen Zellerweiher und ist doppelt so lang wie der offizielle Quellast.
- Der Stadtbach durchfließt Saulgau größtenteils verdolt und erst wieder im Bereich der Wiesenstraße am nördlichen Stadtrand offen, flussab heißt das Gewässer nun Schwarzach.
- Kronriedbach, von rechts nach der Eselsmühle von Saulgau auf unter 575 m ü. NN, 6,8 km. Entsteht als Strebelgraben etwa 1,4 km östlich von Bondorf jenseits eines Waldes am Nordhang des Schelmbergs auf etwa 635 m ü. NN. Auch dieser Quellast ist etwas länger als der offizielle.
- Mühlgraben, von links bei der Neumühle auf etwa 567 m ü. NN, 1,3 km. Entsteht an der Nordspitze des Waldes Großholz auf etwa 588 m ü. NN und läuft der Schwarzach entgegen.
- Nonnenbach, von links bei der Lindenmühle auf 563,4 m ü. NN, 8,6 km. Entsteht im südlichen Schelmenhau des Dürmentinger Walds auf etwa 602 m ü. NN etwa 3,7 km ostsüdöstlich von Ertingen.
- Abgang gegenüber der Nonnenbach-Mündung sowie Rückfluss eines rechtsseitigen Kanals zur Mühle,  0,2 km.
- Auf Höhe des Herbertingen-Marbacher Mühlbergs im Osten geht auf etwa 558 m ü. NN linksseitig ein Hochwasserentlastungskanal ab.
- Rückfluss des Entlastungskanals, von links auf 552,5 m ü. NN westlich von Herbertingen-Marbach, 1,2
- Passiert links den etwa 10,1 ha großen See der Ertinger Kiesgrube.
- Passiert unmittelbar anschließend einen weiteren Baggersee von 7,2 ha Größe auf derselben Seite.
- Passiert unmittelbar anschließend den südlichen der Wenzelburger Baggerseen von 14,0 ha Größe auf derselben Seite.
- Bächle Rauns, von links auf knapp 545 m ü. NN am Ende des Sees nahe der Herbertinger Talmühle, 1,9 km Entsteht in der Mundbreite nordöstlich von Herbertingen auf etwa 572 m ü. NN.
- Passiert unmittelbar anschließend an den südlichen den mittleren der Wenzelburger Baggerseen von 17,4 ha Größe wiederum rechts der Schwarzach.
- Passiert unmittelbar anschließend an den mittleren den nördlichen der Wenzelburger Baggerseen von 8,1 ha Größe wiederum rechts der Schwarzach, sowie diesem gegenüber zwei weitere Baggersee von 2,2 und 1,0 ha Größe, die in einem künstlichen Geländeeinschnitt des linken Randhügels liegen, während die vier vorigen, auch Schwarzachtalseen genannt, die flache Talaue ausfüllen.
- Schachengraben, von rechts am Südrand der Gewerbezone von Ertingen auf etwa 542 m ü. NN, 0,7  Entwässert die letzten beiden Wenzelburger Baggerseen.
- Genau jenseits der Mündung geht ein 1,0  langer Hochwasserentlastungsgraben nach links ab, der in den untersten Sodenbach mündet.
- Tellergraben, von links auf der Ostseite der Straßenbrücke der B 311 bei Ertingen, über 0,4 . Auengraben.
- Sodenbach, von links auf rund 538 m ü. NHN auf der Westseite der Straßenbrücke der B 311, 16,7 km und 42,6 km². Entsteht auf etwa 645 m ü. NHN wenig westlich des Sportplatzes von Bad Saulgau-Bolstern als Wagenhauser Bach, später Krähenbach, Bettelbühlbach/Gsodbach geheißen, erst im Unterlauf Sodenbach.
- Ertinger Bach, von rechts durch Ertingen nach der Ertinger Riedmühle auf rund 537 m ü. NHN, 5,3 km und 9,7 km². Entsteht nordöstlich von Marbach am Westrand des Dürmentinger Walds im Weiten Hau auf etwa 592 m ü. NN.
- Ölschwanger Graben, von rechts aus Richtung Ertingen auf ca. 534 m ü. NHN, 0,9 km.
Ab dem Zufluss dieses Auengrabens läuft die Schwarzach der Donau in einem Abstand von unter 0,5 km fast parallel.
- Rötenbach, von rechts an einer Brücke an der Südspitze von Riedlingen auf unter 528 m ü. NHN, 3,6 km und 7,1 km².  Entsteht in Ertingen-Erisdorf auf etwa 570 m ü. NHN.
  - Weiherbach, von links bei Riedlingen-Neufra auf unter 530 m ü. NHN, 2,3 km Entsteht südlich der Straßenschlinge bei Ertingen-Höllsäge auf wenig über 550 m ü. NHN.
- Scheidgraben, von rechts und Südsüdosten gut hundert Meter vor der Mündung, 5,0 km und 9,7 . Entsteht gleich östlich des Dürmentingen-Heudorfer Schlosses auf etwa 561 m ü. NHN.

Mündung der Schwarzach von rechts auf unter 525 m ü. NHN in die Donau beim Vöhringer Hof von Riedlingen.

### Seen im Tal
- Schwarzachtalseen (drei Naturseen, ein Surf- und Wassersportsee, ein Badesee)

### Orte an der Schwarzach
Die Schwarzach durchquert oder passiert nacheinander die im Folgenden genannten Orte und Siedlungsplätze. Unmittelbare Flussanrainer sind nur die Einträge größter Schachtelungstiefe:
- Landkreis Sigmaringen
  - Stadt Bad Saulgau
    - Sießen (Weiler mit der Quelle)
    - Saulgau (zentrale Stadt)
    - Wolfenmühle, früher Wohlfahrtsmühle (Hof, links)
    - Eselmühle (Hof, rechts)
    - Riedsäge (Hof, links)
    - Neumühle (Hof, links)
    - Schaulesmühle (Hof, links in etwas Abstand)
    - Franzenmühle (Hof, links)
    - Lindenmühle (Hof, rechts)
    - Dotschenmühle (abgerissen, vermutlich rechts)
    - Schwarzach (Weiler, links am Unterhang)
    - Ölmühle (Einzelsiedlungsplatz, rechts)

  - Gemeinde Herbertingen
    - Marbach (Dorf, rechts am nahen Talhang)
    - Ölmühle (Siedlungsplatz, rechts)
    - Talmühle (Gehöft, links)
- Landkreis Biberach
  - Gemeinde Ertingen
    - Ertingen (Dorf, rechts)
    - Riedmühle (Gehöft, rechts)

  - Stadt Riedlingen 
    - Neufra (Dorf, mit Abstand rechts am Donautalhangfuß)
    - Riedlingen (rechtsdonauischer Siedlungsteil um den Bahnhof)
    - Vöhringer Hof (Hof, rechts)